# NGC 7412A
NGC 7412A is een balkspiraalstelsel in het sterrenbeeld Kraanvogel. Het hemelobject werd op 2 september 1836 ontdekt door de Britse astronoom John Herschel.

## Synoniemen
- ESO 290-28
- FGCE 1793
- PGC 70089